# Veliki Šibenik
Veliki Šibenik (1314 m n. m.) je nejvyšší hora vápencového pohoří Vrgorsko gorje v jižní části chorvatské Dalmácie. Nachází se nad vesnicí Poljica Kozička na území Splitsko-dalmatské župy asi 12 km severozápadně od města Vrgorac a 20 km východně od města Makarska. Hora má holý vrchol, který poskytuje kruhový výhled do okolí.

## Přístup
- Poljica Kozička → Veliki Šibenik (2:00 h)